# GTK-Doc
GTK-Doc est un logiciel libre générant de la documentation à partir de code source en Langage C. Il est typiquement utilisé pour documenter les API publiques de bibliothèques, telles que celles utilisées par les frameworks GTK+ et GNOME. Mais il peut aussi être utilisé pour documenter du code d'application.

## Fonctionnement deGTK-Doc
GTK-Doc fonctionne en utilisant la documentation de fonctions placées dans le code source sous la forme de blocs de commentaires avec un formatage spécifique ou la documentation ajoutée aux fichiers prototypes que GTK-Doc utilise (notez cependant que GTK-Doc ne documente que les fonctions déclarées dans des fichiers d'en-tête ; il ne fait rien pour les fonctions statiques).

## Exemple
Voici un morceau de code à documenter :
```
#include
 
<stdio.h>

/* 

 * Commentaire simple ne générant aucune documentation 

 * car il n'y a qu'une seule étoile après le slash

 */

void
 
affichage
(
char
 
*
phrase
)

{

  
fprintf
(
stdin
,
 
"%s"
,
 
phrase
);

}

main
()

{

   
affichage
(
"hello, world
\n
"
);

}

```

La documentation se fait donc par les commentaires et est initiée par les symboles /** au lieu d'un simple /*
```
#include
 
<stdio.h>

/**

 * affichage:

 * La fonction affichage() permet l'extraordinaire exploit

 * d'afficher une phrase qui est passée dans l'argument @phrase.

 *

 * Returns: La fonction ne renvoie aucune valeur

 */

void
 
affichage
(
char
 
*
phrase
)

{

  
fprintf
(
stdin
,
 
"%s"
,
 
phrase
);

}

main
()

{

   
affichage
(
"hello, world
\n
"
);

}

```

Ceci permettra de documenter son code à la manière de la Glib ou Gtk+ dont on peut voir un exemple ici.